# OWG
Off We Go
OWG était une compagnie aérienne canadienne et une division de Nolinor Aviation présentée le 6 juillet 2020. Son vol inaugural a eu lieu le 18 décembre 2020, après avoir été initialement prévu le 31 août 2020. La compagnie aérienne exploitait une flotte de Boeing 737-400 dans une configuration tout-économique de 158 sièges plus 1 Boeing 737-800, ciblant les voyages vers les destinations touristiques du sud. Le 13 juillet, OWG a annoncé son partenariat avec l'opérateur de voyages canadien Hola Sun Holidays et exploitera des vols dédiés à Cuba au nom de la société. Le 1 mai 2025, OWG cesse ses opérations.

## Flotte
OWG exploitait une flotte de trois Boeing 737-400 et un Boeing 737-800 dans une configuration tout économique. L'avion est équipé des sièges français Expliseat TiSeat E2, sélectionnés pour leur légèreté.

## Destinations
Voici une liste des destinations desservies par OWG.
| Ville    | Aéroport                                  | Code IATA | Code OACI | Destinations                           | Remarques |
| -------- | ----------------------------------------- | --------- | --------- | -------------------------------------- | --------- |
| Montréal | Aéroport international Montréal-Trudeau   | YUL       | CYUL      | Cayo Coco Holguín Santa Clara Varadero | Centre    |
| Ville    | Aéroport                                  | Code IATA | Code OACI | Destinations                           | Remarques |
| Toronto  | Aéroport international Pearson de Toronto | YYZ       | CYYZ      | Cayo Coco Holguín Santa Clara Varadero | Centre    |